# Sasso Tignoso
Il monte Sasso Tignoso, alto 1492 m s.l.m., si trova assieme all'Alpesigola, al Monte Rovinoso e al Monte Sant'Andrea in mezzo alle valli del Rio Grosso, del Rio Perticara e dello Scoltenna, nel comune di Pievepelago in Provincia di Modena.

## Il nome
Il Sasso Tignoso deve il suo nome alla sua morfologia, unica in ogni genere nell'Appennino settentrionale. "Tignoso" significa infatti "tosto", come "toste" sono le asperità di questo originale massiccio roccioso.

## Morfologia
Il Sasso Tignoso è costituito da un gigantesco massiccio di serpentino d'effusione vulcanica, primo per dimensioni in tutto il modenese. Sporge dal territorio circostante in modo molto simile alle Dolomiti, anche se queste sono formate da una Roccia sedimentaria anziché magmatica.

### Cima
Dalla cima del Sasso Tignoso è possibile scorgere tutte le più importanti cime del Frignano, e del reggiano, dal Monte Giovo al Monte Cusna, dal Monte Albano al Monte Nuda, dall'Alpe Tre Potenze al Monte Cimone, dall'Alpesigola al Monte Modino, dal Monte Rocca al Monte Sant'Andrea.
I centri abitati riconoscibili sono:
- Roccapelago
- Sant'Annapelago
- Pievepelago
- Frassinoro

### Come raggiungere la cima
Il Sasso Tignoso viene comodamente raggiunto dalla Via Vandelli, segnalata coi segnavia 565 e 579. I vari itinerari sono:
- Dall'Oratorio Giovannoni, (sentiero 575) 1,5 km, mezz'ora circa;
- Da Roccapelago, (sentieri 567, 579 e 565) 5 km, 2 ore circa;
- Da Sant'Annapelago, (sentieri 579 e 565) 6 km, 2.30 ore circa;
- Dai Casoni, Sant'Andreapelago, (sentieri 569, 579 e 565) 5 km, 2 ore circa.

## Storia
Il Sasso Tignoso, per la sua caratteristica di "balcone" sull'Appennino modenese e reggiano, venne utilizzato fin dall'antichità per gli avvistamenti. Nel Medioevo fu eretto sulla cima un antico fortilizio, completamente distrutto dai modenesi nel 1235. Le tracce di questo edificio sono oggi pressoché inesistenti perché si confondono con la conformazione geologica del monte.